# Brachionopus tristis
Brachionopus tristis là một loài nhện trong họ Theraphosidae.
Loài này thuộc chi Brachionopus. Brachionopus tristis được William Frederick Purcell miêu tả năm 1903.